# GPS1
La subunidad 1 del complejo del signalosoma COP9 es una proteína que en humanos está codificada por el gen GPS1 .
Se sabe que este gen suprime la transducción de señales activadas por mitógenos y proteínas G en células de mamíferos. La proteína codificada comparte una similitud significativa con Arabidopsis FUS6, que es un regulador de la transducción de señales mediada por la luz en células vegetales. Se han encontrado dos variantes de transcripción empalmadas alternativamente que codifican diferentes isoformas para este gen.